# Istituzioni di San Marino
San Marino è una Repubblica parlamentare.
Gli organismi istituzionali della Repubblica sono, in ordine di importanza:
- l'Eccellentissima Reggenza composta da due capitani reggenti i quali svolgono collegialmente le funzioni di Capi di Stato;
- il Consiglio Grande e Generale, il parlamento monocamerale;
- il Congresso di Stato, l'organo esecutivo ovvero il Governo della Repubblica;
- il Collegio garante della costituzionalità delle norme, magistratura costituzionale;
- il Consiglio dei XII, organo giudiziario;
- le Giunte di Castello ovvero le amministrazioni locali rette da un Capitano di Castello.

## Istituzioni

### Eccellentissima Reggenza
I due capitani reggenti esercitano collegialmente le funzioni di Capi di Stato e di Governo. La figura istituzionale esercita funzioni, sebbene talvolta simboliche, in tutti i poteri dello Stato, configurandosi come potere costituzionale complesso. I Reggenti rappresentano un organo di garanzia costituzionale "super partes". Sono eletti ogni sei mesi dal Consiglio Grande e Generale, risulta eletta la coppia che ottiene la maggioranza assoluta dei voti. L'incarico ha durata di un semestre. I due capitani reggenti entrano in carica il primo aprile e il primo ottobre di ogni anno, e tale carica non può essere rinnovata alla stessa persona se non dopo 3 anni.
Tra i poteri dell'organo vanno ricordati quelli di:
- promulgare le leggi;
- dirigere e coordinare le procedure che precedono la formazione del Governo (ovvero del Congresso di Stato);
- presiedere gli organi più importanti (Consiglio Grande e Generale, Congresso di Stato, Consiglio dei XII).

Gli atti connessi al mandato della Reggenza che ledano interessi politico-costituzionali sono sottoposti all'esame del Sindacato della Reggenza.

### Consiglio Grande e Generale
Il Consiglio Grande e Generale è l'organo legislativo della Repubblica di San Marino. È formato da 60 consiglieri eletti a suffragio universale diretto ogni cinque anni dai cittadini maggiori di 18 anni. La legge elettorale prevede l'elezione con sistema proporzionale. Risultano eletti i candidati di ciascuna lista che hanno ottenuto il numero maggiore di preferenze. 
Il Consiglio è presieduto dai due capitani reggenti.

### Congresso di Stato
Il Congresso di Stato esercita il potere esecutivo.
L'organo è stato istituito per legge il 15 maggio 1945.
Il Congresso si compone di 10 Segretari di Stato posti a capo dei settori di intervento della pubblica amministrazione:
- Segretario di Stato per gli Affari Esteri, per la Cooperazione Economica Internazionale e le Telecomunicazioni;
- Segretario di Stato per gli Affari Interni, la Funzione Pubblica, gli Affari Istituzionali e i Rapporti con le Giunte di Castello;
- Segretario di Stato per le Finanze e il Bilancio e i Trasporti;
- Segretario di Stato per l’Istruzione e la Cultura, l’Università e la Ricerca Scientifica, le Politiche Giovanili;
- Segretario di Stato per la Sanità e la Sicurezza Sociale, la Previdenza e gli Affari Sociali, gli Affari Politici, le Pari Opportunità e l’Innovazione Tecnologica;
- Segretario di Stato per il Territorio e l’Ambiente, l’Agricoltura, la Protezione Civile e i Rapporti con l’A.A.S.L.P.;
- Segretario di Stato per il Lavoro, la Programmazione Economica, lo Sport, l’Informazione e i Rapporti con l’A.A.S.S.;
- Segretario di Stato per l’Industria, l’Artigianato e il Commercio, la Ricerca Tecnologica, la Semplificazione Normativa;
- Segretario di Stato per la Giustizia e la Famiglia;
- Segretario di Stato per il Turismo, Poste, Cooperazione ed Expò.[3]

I Segretari di Stato devono essere eletti dal Consiglio Grande e Generale necessariamente tra i propri membri.
La nomina dei Segretari di Stato agli Affari Esteri e Politici, agli Affari Interni e alle Finanze Bilancio e Programmazione è contestuale all'attribuzione delle funzioni, mentre per gli altri sette Segretari le funzioni vengono attribuite all'interno del Congresso stesso. L'affidamento delle deleghe ai singoli Segretari è flessibile. L'organo cessa dalle sue funzioni se la maggioranza dei membri rimette il mandato, oppure perché il Consiglio delibera la revoca dell'incarico a tutti i membri. La cessazione del Congresso non implica elezioni anticipate.
Il Congresso è presieduto dai due capitani reggenti, ai quali non spetta diritto di voto ma svolgono unicamente funzione di coordinamento, direzione e impulso dei lavori e collegamento con l'organo legislativo.

### Collegio garante della costituzionalità delle norme
Il Collegio Garante della Costituzionalità delle Norme è un nuovo organo istituito nel 2002 con le funzioni esercitate in molti ordinamenti dalle "Corti Costituzionali". Il Collegio ha potere di giudizio sulla costituzionalità delle norme e di dirimere i conflitti di attribuzione tra gli organi costituzionali.

### Consiglio dei XII
Il Consiglio dei XII è un organo originale dell'ordinamento sammarinese. Viene eletto dal Consiglio Grande e Generale per l'intera durata della legislatura.
Le competenze giurisdizionali un tempo assegnate al Consiglio dei XII sono ora attribuite in via transitoria al Collegio dei Garanti, in attesa dell'approvazione del nuovo ordinamento giudiziario.

### Giunta di Castello
La Giunta di Castello è l'organo di governo locale dei Castelli di San Marino.

## Istituti di democrazia diretta della Repubblica
- il referendum
- l'iniziativa legislativa popolare
- l'istanza d'arengo
- il Sindacato della Reggenza

### Il referendum
La legge prevede il referendum abrogativo, propositivo o d'indirizzo e confermativo.
- Il referendum abrogativo chiede di abrogare in toto o in parte leggi, atti, norme anche consuetudinarie, aventi forza di legge. In caso di approvazione della proposta, la Reggenza dichiara abrogata la legge. La proposta di Referendum respinta dagli elettori non può essere riproposta se non dopo tre anni.

- Il referendum propositivo intende determinare principi e criteri per disciplinare con una nuova legge la materia oggetto di referendum. In caso di approvazione della proposta, il Congresso di Stato ha sei mesi per redigere un progetto di legge che disciplini la materia. Il Collegio Giudicante ne valuta la rispondenza ai principi indicati nel referendum e indica eventuali emendamenti che il Congresso di Stato deve introdurre. Il progetto di legge passa all'Ufficio di Presidenza del Consiglio Grande e Generale che lo inserisce nell'ordine del giorno della prima seduta utile.

- Il referendum confermativo subordina al consenso popolare l'entrata in vigore di una legge. In caso di esito favorevole, la Reggenza con proprio decreto dichiara efficace la legge sottoposta a Referendum, altrimenti, dichiara la decadenza della legge.

I referendum possono essere proposti da almeno l'1,5% del corpo elettorale o da almeno cinque Giunte di Castello. Il referendum confermativo può essere di iniziativa consiliare e deve essere previsto da un articolo della legge di cui si chiede conferma, approvato da almeno 31 consiglieri.
Ogni proposta di referendum, ad eccezione di quella confermativa, è sottoposta al parere del Collegio Garante della costituzionalità delle norme che ne giudica l'ammissibilità.
Il referendum ha effetto se ottiene la maggioranza dei voti validamente espressi (favorevoli o contrari) e comunque non meno del 32% dei voti degli elettori iscritti nelle liste elettorali.

### Iniziativa legislativa popolare
La legge di iniziativa popolare è un istituto legislativo relativo all'iniziativa legislativa, presente anche a San Marino, mediante il quale i cittadini possono, attraverso una raccolta di almeno 60 firme, presentare al Consiglio Grande e Generale e per esso alla Reggenza
un progetto di legge, redatto in articoli affinché questo sia poi discusso e votato.

### L'istanza d'arengo
L'istanza d'arengo è l'istituto che consente ai cittadini di presentare richieste di pubblico interesse la prima domenica dopo il 1º ottobre e la prima domenica dopo il 1º aprile, in coincidenza con l'elezione dei nuovi capitani reggenti. Entro un mese la Reggenza deve decidere l'ammissibilità delle richieste alla discussione in Consiglio Grande e Generale entro un semestre dalla presentazione.
L'istituto, erede dello strumento di democrazia diretta dell'arengo, è molto utilizzato dai sammarinesi, e permette spesso di stimolare l'interessamento a problemi particolarmente sentiti dalla cittadinanza.

### Sindacato della Reggenza
Questo istituto consente ai cittadini di esporre, entro tre giorni dal termine del mandato dei capitani reggenti, rilievi sulla loro attività e, qualora se ne ravvisino i presupposti, è possibile iniziare un procedimento giudiziario contro l'ex Capo di Stato indiziato.

## Sistema giudiziario
Il sistema giudiziario sammarinese è un sistema di diritto civile, che risente dell'influenza del diritto italiano.
L'ordinamento fino al 2002 prevedeva che i giudici ordinari fossero solo stranieri. La disposizione è stata superata dalla revisione della Dichiarazione dei Diritti adottata in quello stesso anno. Nel 2003 è stata approvata una riforma dell'ordinamento giudiziario (Legge Costituzionale n.144 del 30 ottobre 2003 e Legge Qualificata n. 145 del 30 ottobre 2003), con la quale il Tribunale Commissariale Civile e Penale viene unificato al Tribunale Amministrativo, assumendo il nome di Tribunale Unico. Viene inoltre stabilito che i Magistrati non vengono più nominati dal Consiglio Grande e Generale ma vengono assunti tramite concorso su proposta del Consiglio Giudiziario.
La riforma istituisce il Consiglio Giudiziario composto dai Magistrati in servizio presso il Tribunale e dai membri della Commissione Consiliare per gli Affari di Giustizia. Ad esso spettano le funzioni di autogoverno della Magistratura.
La terza istanza viene definitivamente sottratta al Consiglio dei XII (organismo politico), ed assegnata ad appositi Magistrati istituiti ad hoc. Allo stesso modo viene istituito il giudice per i rimedi straordinari a cui spettano le decisioni in merito ad astensioni e ricusazioni dei Magistrati, revisione delle sentenze passate in giudicato ed altre competenze in ambito civile.
I principali organi della giurisdizione ordinaria sono:
- gli uditori commissariali
- i giudici conciliatori
- i commissari della legge, competenti in cause civili e penali, Nella giurisdizione penale i commissari della legge si dividono in giudici inquirenti e decidenti
- i giudici d'appello, per cause civili e penali
- i giudici per la terza istanza
- il procuratore del fisco

I principali organi della giurisdizione amministrativa sono:
- i giudici amministrativi di primo grado
- i giudici amministrativi d'appello
- il giudice per la terza istanza

Le funzioni giurisdizionali in grado straordinario, nei casi previsti dalla legge, sono assegnate al giudice per i rimedi straordinari.
La giurisdizione ordinaria è suddivisa nelle materie:
- Civile
- Penale
- Tutela dei minori e della famiglia

I magistrati, ordinari e amministrativi, vengono nominati a seguito di concorso per titoli ed esami. Gli incarichi giudiziari hanno la durata di 4 anni con la possibilità di riconferma a tempo indeterminato.
L'organo giudicante sia di primo grado che in appello è monocratico.
Alcune funzioni giudicanti residuano al Consiglio Grande e Generale, nei casi di querela nullitatis e restitutio in integrum.
Sono in vigore un codice penale e ad un codice di procedura penale, mentre manca la codificazione civilistica. Il sistema sammarinese è perciò atipico di diritto comune, anche se la ricchezza delle norme di diritto e procedura civile sono preponderanti sulle norme consuetudinarie e sullo stare decisis sammarinese.
San Marino non ha accettato la giurisdizione della Corte internazionale di giustizia.